# 桂珖淳
桂 珖淳（ケ・グァンスン、朝鮮語: 계광순、1909年2月16日 - 1990年3月19日）は、日本統治時代の朝鮮の官僚、警視、韓国の政治家、実業家。第4・5・6代韓国国会議員。本貫は遂安桂氏。

## 経歴
平安北道宣川郡に生まれた。1931年に東京帝国大学法学部政治科を卒業し、翌年に高等文官試験行政科に合格した。
1934年に平康郡守・坡州郡守、1936年に咸鏡南道警察部保安課長警視、1937年に拓務省殖産局事務官、1940年に朝鮮総督府学務局社会教育課長、同年に国民総力朝鮮連盟参事、1943年に江原道内務部長、1944年に平安北道内務部長、同年に朝鮮勤労動員援護会平安北道支部理事を歴任した。
解放後は鉱業開発公社代表、貿易会社社長を経て政界入りした。1958年の第4代総選挙で初当選し、民議員を3期務めたほか、民主党春川市党委員長・江原道党委員長、国会財経委員長、民主党党紀委員長、民衆党中央常務委員を歴任した。また、1960年に大韓フェンシング協会会長、政界引退以後の1972年に韓国製鞄社の社長・会長を務めた。
1990年に米国カリフォルニア州ロサンゼルス近郊のアルカディアで死去。死後は親日反民族行為者に指定されている。